# Président du Parlement arabe
Le président du Parlement arabe préside le Parlement provisoire arabe créé lors du sommet de la Ligue arabe 2001 à Amman. Mais ce n'est que lors du sommet de la Ligue arabe 2005 à Alger que se forme le parlement qui tiendra sa première session officielle en décembre.

## Présidents du Parlement arabe
Le koweïtien Mohamed Jassem al-Saqr a été nommé premier président du parlement provisoire lors de la première cession officielle de ce  parlement au Caire le 27 décembre 2005,,.
Il a été suivi de la libyenne Huda Ben Amer le 23 avril 2009.
Celle-ci a été démise de son poste dans une réunion exceptionnelle le 21 mars 2011 et remplacée par le Koweïtien Ali Salem Deqbasi,